# Eddie Imazu

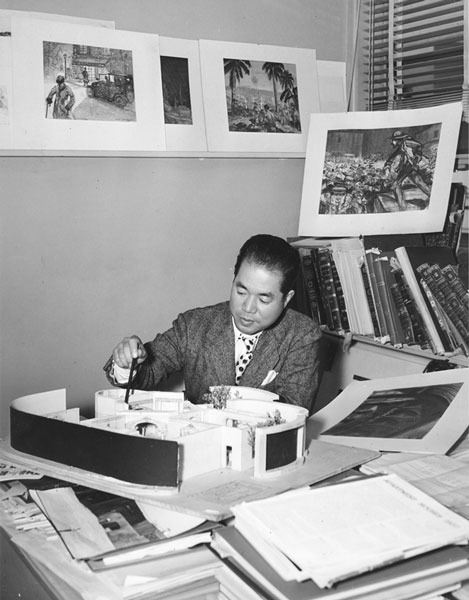
Eddie Imazu (1950)

Edward „Eddie“ Yasuhei Imazu (* 12. Dezember 1897 in der Präfektur Yamaguchi, Japan; † 29. Mai 1979 in Los Angeles, Kalifornien) war ein aus Japan stammender US-amerikanischer Artdirector und Szenenbildner, der bei der Oscarverleihung 1937 für den Film Der große Ziegfeld (1936) für den Oscar für das beste Szenenbild nominiert war.

## Leben
Der aus Japan stammende Imazu begann seine Laufbahn als Artdirector und Szenenbildner in der Filmwirtschaft Hollywoods 1927 bei dem Film California und war von 1933 bis 1968 35 Jahre als Artdirector bei Metro-Goldwyn-Mayer (MGM) tätig. Im Laufe seiner Karriere arbeitete er an der szenischen Ausstattung von über achtzig Filmen und Folgen von Fernsehserien mit.
Bei der Oscarverleihung 1937 war Imazu gemeinsam mit den beiden Artdirector- und Szenenbildner-Legenden Cedric Gibbons und Edwin B. Willis für den Oscar für das beste Szenenbild für den Film Der große Ziegfeld (1936) nominiert.

## Filmografie (Auswahl)
- 1927: California
- 1935: Der elektrische Stuhl (The Murder Man)
- 1937: The Women Men Marry
- 1940: Dr. Kildare: Die Heimkehr (Dr. Kildare Goes Home)
- 1947: Killer McCoy
- 1948: Lassies Heimat (Hills of Home)
- 1950: Drohende Schatten (Shadow on the Wall)
- 1950: Der Unglücksrabe (The Yellow Cab Man)
- 1950: Brustbild, bitte! (Watch the Birdie)
- 1951: Der Cowboy, den es zweimal gab (Callaway Went Thataway)
- 1951: Go for Broke!
- 1952: Stärker als Ketten (Carbine Williams)
- 1953: Bright Road
- 1956: Das kleine Teehaus
- 1962: Der Mann, der Liberty Valance erschoß
- 1963: MacLintock
- 1963: Die Hafenkneipe von Tahiti
- 1966: Sieben Frauen
- 1968: The Rat Patrol (Fernsehserie)